# Квічаль вогнистоголовий
Квіча́ль вогнистоголовий (Geokichla citrina) — вид горобцеподібних птахів родини дроздових (Turdidae). Мешкає в Південній і Південно-Східній Азії. Виділяють низку підвидів..

## Опис

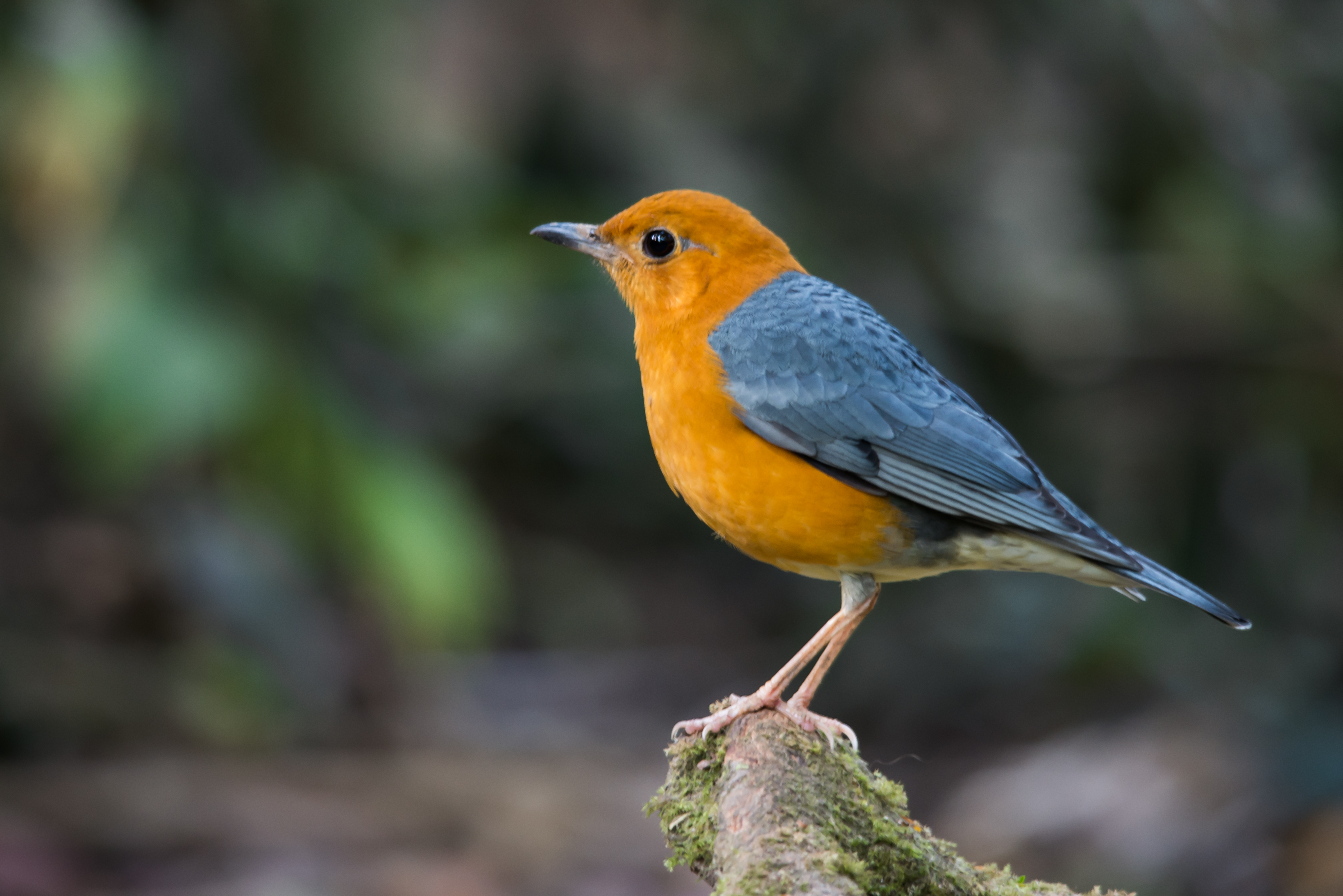
Вогнистоголовий квічаль (підвид G. c. citrina)

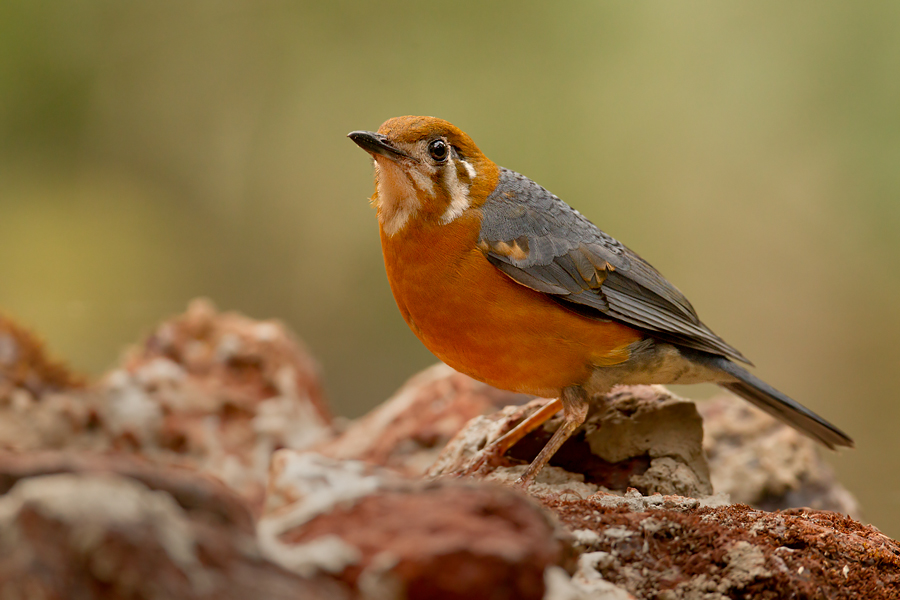
Вогнистоголовий квічаль (підвид G. c. cyanota)

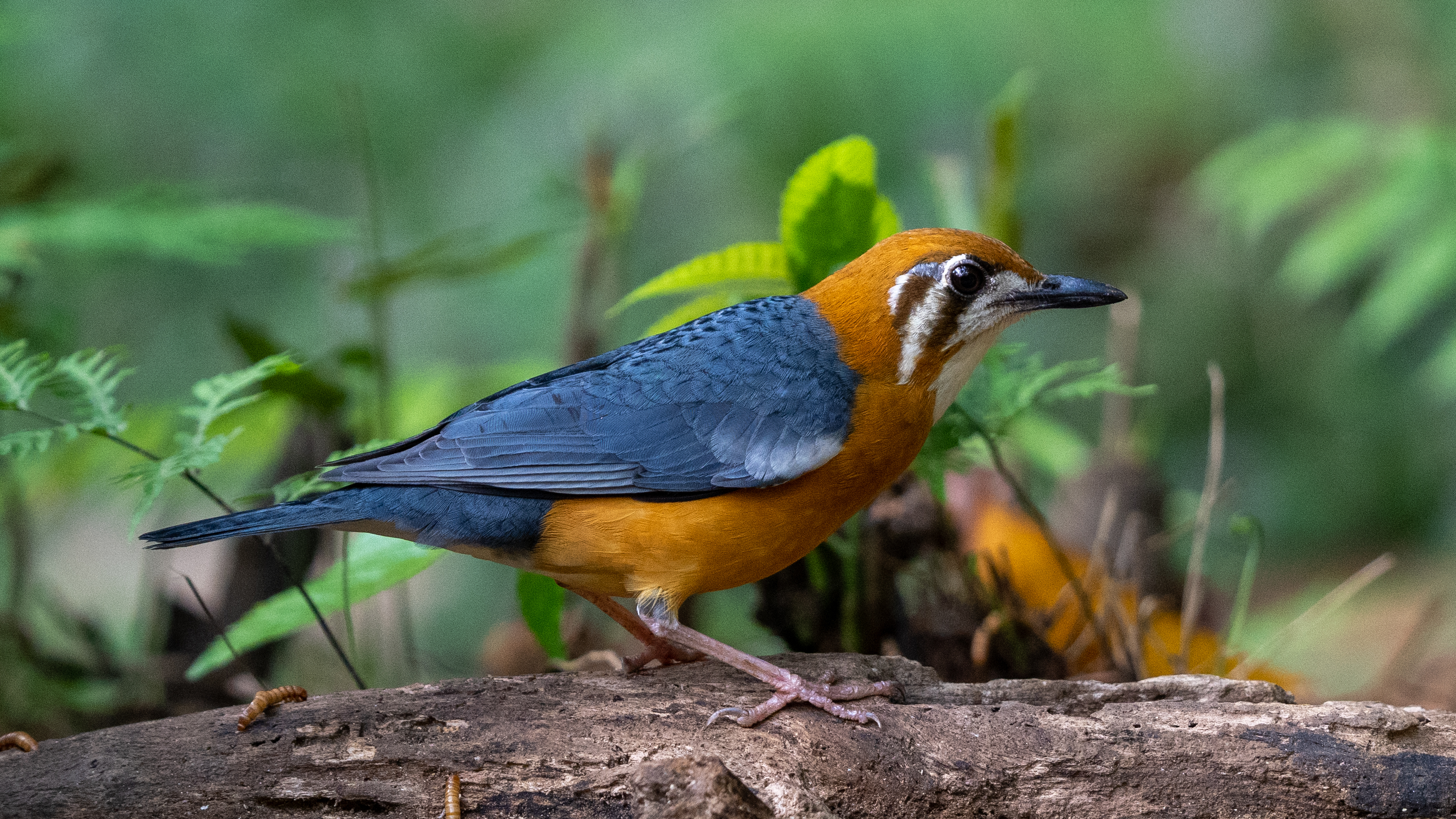
Вогнистоголовий квічаль (підвид G. c. cyanota)

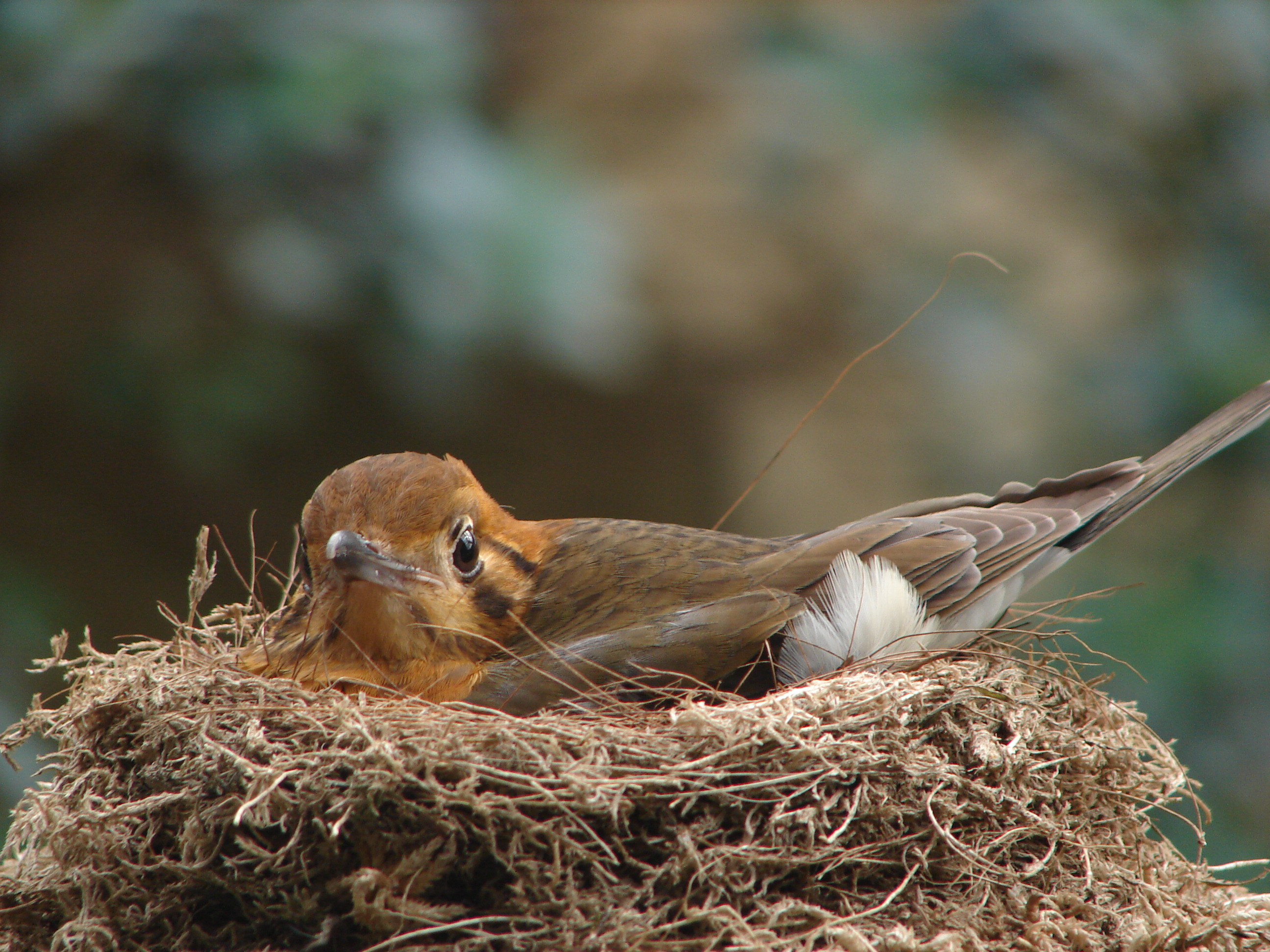
Самиця на гнізді

Довжина птаха становить 20,5-23,5 см, вага 47-60 г. У самців голова і нижня частина тіла оранжеві, верхня частина тіла і крила рівномірно сірі, другорядні покривні пера крил і нижні покривні пера хвоста білі. Знизу на крилах є шинрока біла смуга, помітна в польоті. Дзьоб темно-сірий, лапи спереду коричневі, ззаду рожеві або жовтуваті. У самиць верхня частина тіла більш коричнева або оливкова, крила коричневі, однак з віком самиці стають більш подібними до самців. Молоді птахи мають тьмяно-коричневе забарвлення, спина у нихпоцяткована охристими смугами, голова і обличчя мають рудий відтінок, крила сірі. Дзьоб коричнювато-роговий, лапи коричневі.
У представників підвиду G. c. cyanota горло, щоки і скроні білі, на скронях є дві чорні вертикальні смуги. Самці підвиду G. c. innotata мають більш яскраве забарвлення голови і грудей, білі смуги на крилах у них відсутні; у самиць цього підвиду голова і нижня частина тіла менш яскрава, спина має оливковий відтінок. У представників підвиду G. c. aurimacula обличчя і бічні сторони шиї білуваті, поцятковані оранжевими або коричневими плямами, на скронях у них темні смуги, груди і боки і них оранжеві, живіт більш блідий.

## Підвиди
Виділяють десять підвидів:
- G. c. citrina (Latham, 1790) — від Гімалаїв до сходу Бангладеш, західної і північної М'янми. Зимують в Індії, Бангладеш і на Шрі-Ланці;
- G. c. cyanota (Jardine & Selby, 1828) — центральна і південна Індія;
- G. c. innotata Blyth, 1846 — від східної М'янми і крайнього півдня Китаю до південного Індокитаю. Зимують на півдні М'янми та на півночі Малайського півострова;
- G. c. melli (Stresemann, 1923) — південний Китай;
- G. c. courtoisi (Hartert, E, 1919) — схід центрального Китаю;
- G. c. aurimacula (Hartert, E, 1910) — північно-східний і центральний Індокитай, острів Хайнань;
- G. c. andamanensis Walden, 1874 — Андаманські острови;
- G. c. albogularis Blyth, 1847 — Нікобарські острови;
- G. c. aurata Sharpe, 1888 — гори на півночі Калімантану (Сабах);
- G. c. rubecula Gould, 1836 — Ява і Балі.

## Поширення і екологія
Вогнистоголові квічалі гніздяться в Пакистані, Індії, Непалі, Бутані, Китаї, Бангладеш, М'янмі, Таїланді, Лаосі, В'єтнамі, Камбоджі, Малайзії і Індонезії. Частина популяцій Гімалаїв і Південно-Східної Азії взимку мігрує на південь, зокрема, до Шрі-Ланки. Вони живуть у вологих і сухих тропічних лісах з густим чагарниковим і бамбуковим підліском, на плантаціях, в парках і садах, поблизу річок і озер. Зустрічаються поодинці або парами, на висоті від 230 до 2300 над рівнем моря.

## Поведінка
Вогнистоголові квічалі є найбільш активними на світанку та у присмерках. Вони живляться павуками, комахами та іншими безхребетними, яких шукають серед опалого листя, а також плодами. В Малайзії на зимівлі вогнистоголові квічалі регулярно живляться плодами фікусів.
Гніздо чашоподібне, широке, однак неглибоке, зроблене з гілочок, папороті і корінців, встелене листям, мохом і хвойними гілочками. Воно розміщується на невисоких деревах або в чагарниках, на висоті до 4,5 м над землею, будується парою птахів. В кладці 3-4, іноді 5 кремових, іноді з легким блакитнуватим, сіруватим або зеленуватим відтінком яєць, поцяткованих пурпуровими або червонуватими плямками. Інкубаційний період триває 13-14 днів, пташенята покидають гнідо через 12 днів після вилуплення.